# جيمس الأول ملك إسكتلندا
جيمس الأول ملك اسكتلندا (1394 - 1437) وكان شاعرا أيضا. وكان قد أرسل إلى فرنسا ولكنه اختطف وظل سجينا في إنكلترا، وعند عودته قام بإصلاحات جذرية في الدولة.

## بدايات حياته
كان جيمس قد ولد دونفرملاين في يوليو 1394، وتوفيت أمه أنابيلا دروموند عام 1402 وضع تحت رعاية هنري واردلو (مات 1440) الذي أصبح أسقف سانت أندروز عام 1403، ولكن صمم أبوه على إرساله إلى فرنسا. أتى هذا القرار نتيجة موت أخيه الأكبر دافيد دوق روثنساي عام 1402 في ظروف غامضة، وربما قتل على يد عمه روبرت دوق ألباني الذي كان الحاكم الفعلي للبلاد عندما كان الملك عاجزا.
في طريقه إلى فرنسا وقع في قبضة بعض البحارة الإنكليز الذين سلموه لهنري الرابع الذي لم يأخذ فدية عليه، ويقول المؤرخ توماس والزينغهام أن سجن جيمس بدأ عام 1406 ولكن جيمس قال أنه سجنه بدأ عام 1404 ولكن يبدو أن التاريخ الأصح هو فبراير 1406.

## الملك السجين
عند موت روبرت في أبريل 1406 أصبح جيمس الملك ولكن بشكل اسمي، حيث ظل معتقلا في إنكلترا، وتمت إدارة الحكومة من قبل عمه روبرت دوق ألباني الذي لم يظهر أي قلق عن عملية تحرير ابن أخيه، ومات روبرت عام 1420 وتبعه كوصي ابنه موردوخ. احتجز جيمس في البداية في البداية في برج لندن ولكن في يونيو 1407 نقل إلى قلعة نوتنغهام، وبعد شهر نقل إلى إيفزهام. عندما تولى هنري الخامس عرش إنكلترا في مارس 1413 أرجع جيمس على برج لندن ولكنه أخذ بعدها إلى ويندسور حيث عومل احترام كبير من قبل الملك الإنكليزي.

## الملك المثقف
تولى تعليمه في هذه الفترة معلمون خاصون، ولم يتفوق في أغلب الرياضات فحسب بل كان مثقفا أكثر من أي أمير في سنه، وكان قصيرا وجريئا ولكن كان جسده متناسقا وقويا جدا. وتميز في كل الرياضات التي تتطلب مرونة الأطراف وسرعة العين.
كان تحصيله العلمي جيدا وكان على دراية بالفلسفة ودرس القانون ويظهر انه كان بجانب ذلك بارعا في العزف والموسيقى وكذلك مثقفا في الفن والشعر ونجح فيهما.

## الفدية وزواجه
في عام 1420 أرسل جيمس ضمن حملة هنري في فرنسا بنية إبعاد القوات الاسكتلندية المحاربة هناك ولكن الحملة فشلت في هدفها المباشر وعاد إلى إنكلترا بعد موت هنري عام 1422، وخلال هذا الوقت بدأت مفاوضات إطلاق سراحه بشكل جدي، وفي سبتمبر 1423 تم توقيع معاهدة في يورك، وقام الشعب الإسكتلندي بدفع فدية 60,000 مارك لإعالته في إنكلترا، ووفقا لشروط المعاهدة كان على جيمس أن يتزوج من سيدة إنكليزية نبيلة، وفي 12 فبراير 1424 تزوج في ساوثوارك من جين ابنة جون بيوفورت إيرل سومرست وهي السيدة التي ظل مخلصا لها طوال حياته، وعشرة آلاف من الفدية دفعت لجين كمهر، وفي أبريل 1424 دخل وجيمس وزوجته إلى اسكتلندا.

## حكم جيمس
بدأ جيمس حكمه في اسكتلندا وتوج في 21 مايو 1424 في سكون، ويقال انه أسس مملكة دستورية وأدخل نظاما للقوانين الأساسية تشابه بقدر مماثل عما هو موجود في إنكلترا، وازدادت أهمية البرلمان. وكان الهدف هو السير نحو إنقاص سلطة الملك غير المحدودة والصلاحيات الكبيرة الممنوحة للنبلاء. وخلال إقامة البرلمان في بيرث في مارس 1425 قام جيمس باعتقال موردوخ دوق ألباني وابنه الكساندر، وكذلك أبناء ألباني والتر ودنكان إيرل لينوكس اللذان اعتقلهما سابقا، وحكم عليهم بالموت واعدموا في ستيرلينغ.
في البرلمان الذي عقد في إنفرنس عام 1427 اعتقل الملك العديد من زعماء القبائل المتمردين في الشمال واتجهت سياسته نحو الحد من نفوذ النبلاء. واستطاع أن ينجح في هذا، فقد وضع المرتفعات تحت حكم القانون بينما فقد النبلاء سلطتهم لصالح الملك واحدا تلك الآخر، ولكن هذه القرارات الجريئة زادت من السخط ومشاعر الانتقام ضده وقد أدى هذا في النهاية إلى موته.

## نهاية جيمس
ذهب الملك جيمس ليستقر في بيرث قبل عيد الميلاد في سنة 1436 حيث حذر بانه لن يعبر خليج فورث مجددا. وكان من بين الذين أغضبهم السير روبرت غراهام (مات 1437) الذي نفي من البلاد بناء على أوامره، وكان قد تحرك بتحريض من عم الملك والتر ستيوارت إيرل أثول (مات 1437) وساعده كبير موظفي البلاط السير روبرت ستيوارت وجماعة من سكان المرتفعات. فاقتحم غراهام حضرة الملك في ليلة 20 فبراير 1437 وطعنه حتى الموت. بينما اعتقل غراهام وأثول وعذبا وأعدما.

## ذريته
كان لدى جيمس ابنان هما ألكساندر الذي مات صغيرا وجيمس الذي خلفه على العرش باسم جيمس الثاني، وأنجب ست بنات ومنهن كانت مارغرت التي أصبحت فيما بعد زوجة لويس الحادي عشر ملك فرنسا، أما أرملته جين تزوجت السير جيمس ستيوارت الملقب بفارس لورن الأسود، وتوفيت في 15 يوليو 1445.

## الخلافات مع إنكلترا والكنيسة
خلال الجزء الأخير من عهد جيمس تصاعدت الخلافات بين اسكتلندا وإنكلترا من جهة ومع البابوية من جهة أخرى، وتصاعدت الخلافات الأخرى إلى حرب صغيرة عام 1436. وأما عن الشؤون الدينية فقد فلم يظهر جيمس أي رحمة بالمهرطقين ولكنه رغب في تحديث الكنيسة الاسكتلندية ليجعلها أقل اعتمادا على روما فأدي به هذا إلى تعارض في الآراء مع البابا مارتن الخامس ويوجينيوس الرابع.

## كتاباته
كان جيمس قد كتب قصيدتين وهي كتاب الملك Kingis Quair والنصيحة الجيدة Good Counsel (وهي قطعة قصيرة من ثلاثة مقاطع شعرية)، كذلك تنسب إليه قصائد أخرى مثل أغنية الغياب Song of Absence وبيبليس تو ذا بلاي Peblis to the Play وكريستيس كيرك أون ذا غرين Christis Kirk on the Greene لكن دون أي دليل على هذا. وكتاب الملك هو قصيدة مجازية كتبت في مقاطع شعرية تشوسرية من سبعة أبيات وقد وصل تعدادها إلى 1379 بيت (197 مقطع)، وقد ألفها أيام أسره في إنكلترا وتتضمن كذلك تودده لجين بيوفورت، وتعتبر القصيدة معارضة لأشعار تشوسر وقد تساويها في بعض الأحيان في سلاستها اللفظية والوزنية، واللغة المكتوبة بها هي خليط من الإنكليزيتين الشمالية والجنوبية (التشوسرية) بالشكل الموجود في أعمال مثل لانسلوت البحيري Lancelot of the Laik وكتاب الغيرة Quair of Jelusy.

## معرض صور

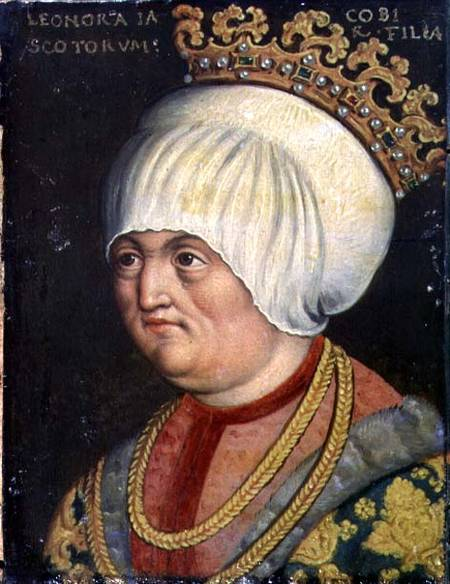
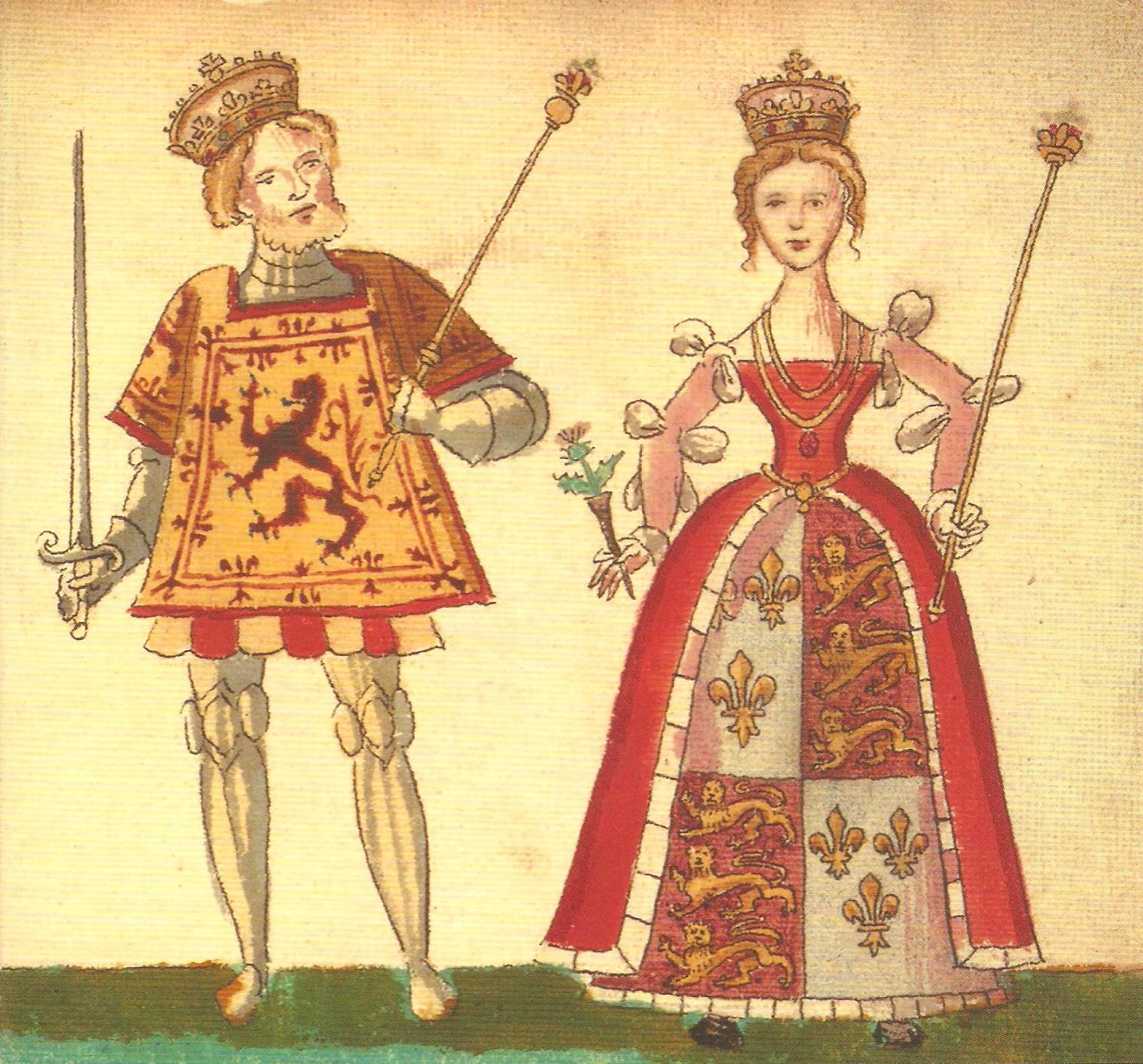
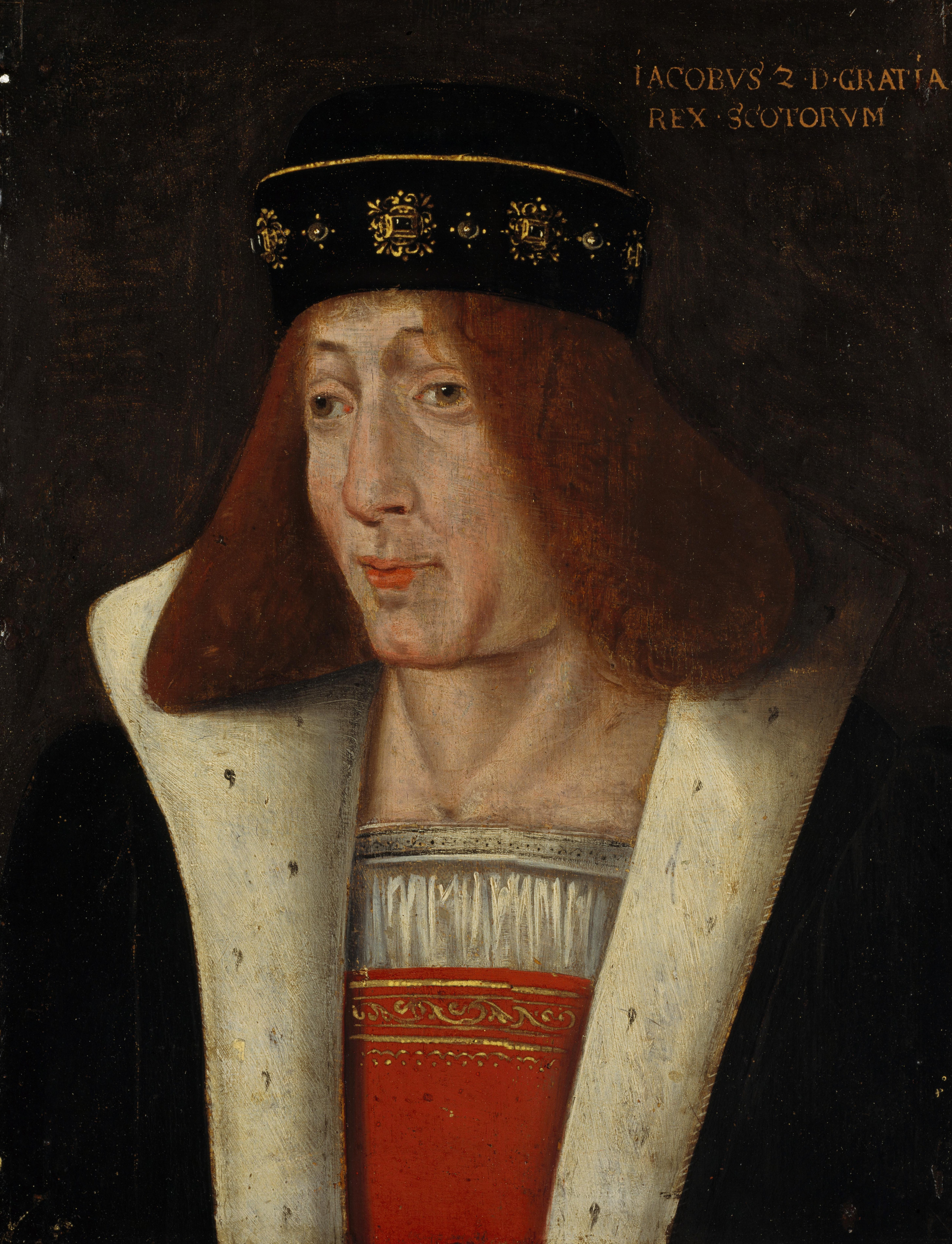
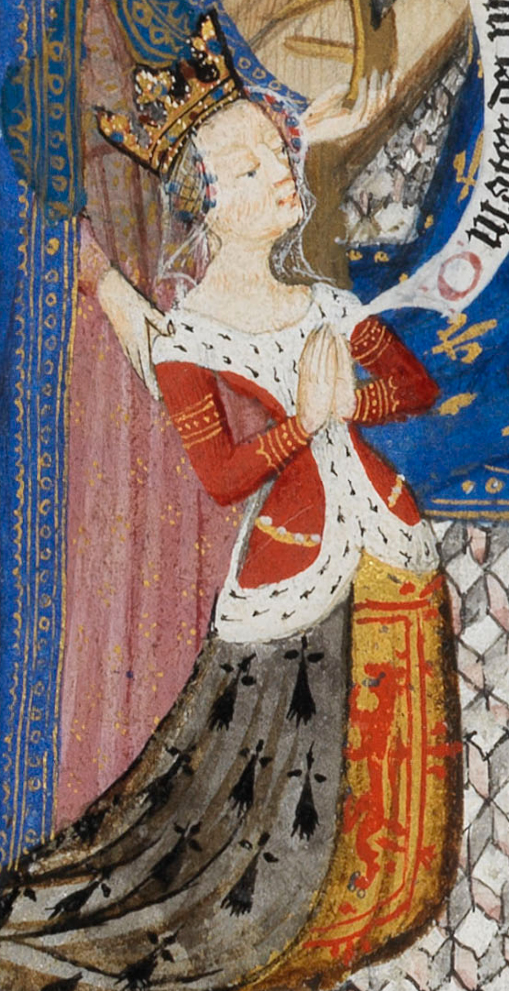
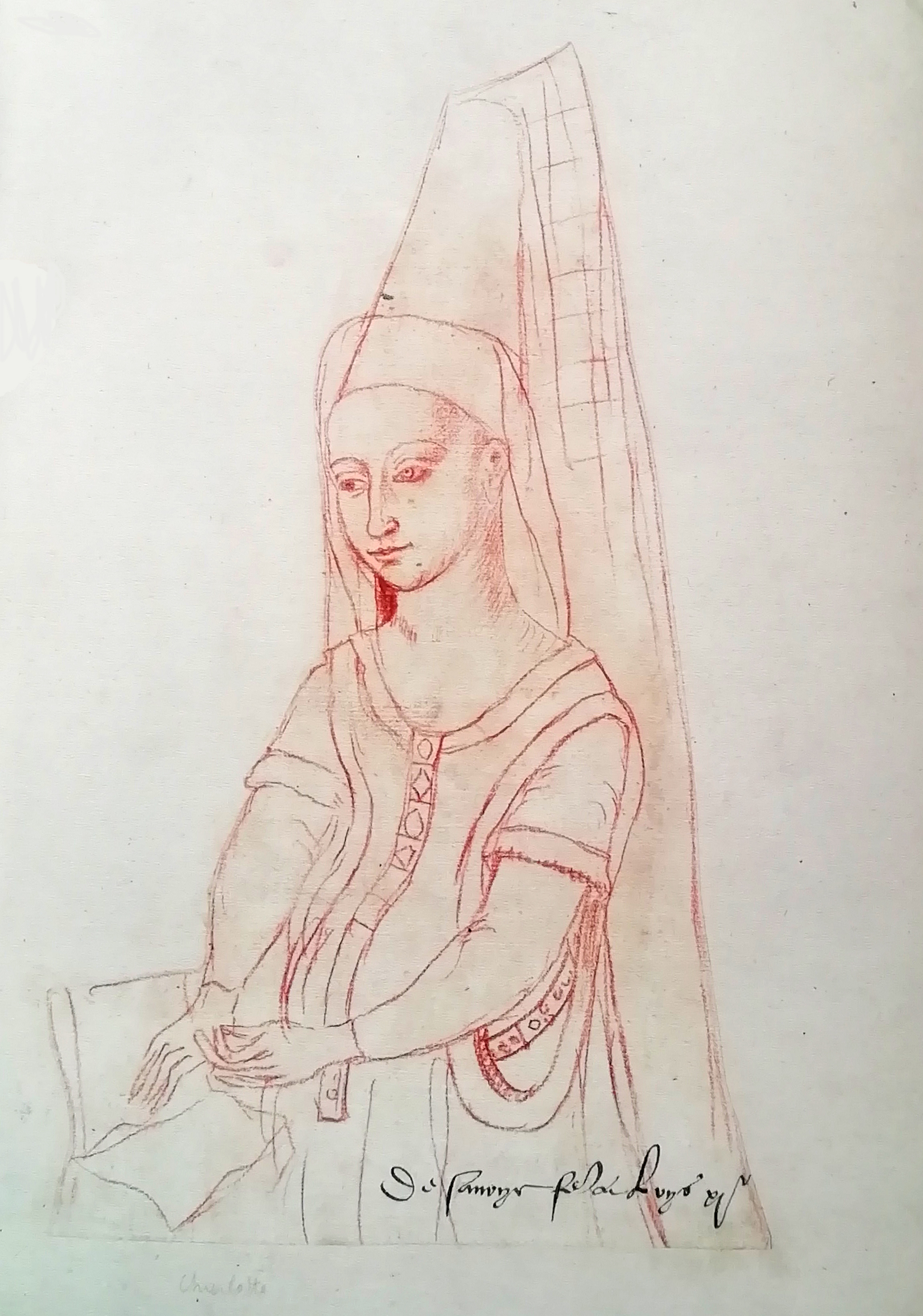

## روابط خارجية
- جيمس الأول ملك اسكتلندا على موقع ميوزك برينز (الإنجليزية)
- جيمس الأول ملك اسكتلندا على موقع إن إن دي بي (الإنجليزية)